# Smilax moranensis
Smilax moranensis är en enhjärtbladig växtart som beskrevs av Martin Martens och Henri Guillaume Galeotti. Smilax moranensis ingår i släktet Smilax och familjen Smilacaceae. Inga underarter finns listade.